# Bözen
Bözen é uma comuna da Suíça, situada no distrito de Brugg, no cantão de Argóvia. Tem 3,96 km² de área e sua população em 2018 foi estimada em 745 habitantes.